# Črnogorski mučenci
Črnogorski mučenci (albansko Martiret e Karadkut; angleško The Martyrs of Karadak) so krščansko-katoliški mučenci s področja Skopske Črne gore ali Karadaka na Kosovu . To so torej katoličani, ki so bili prej ljaramani, a so za priznanje svoje vere pretrpeli mučeništvo. Imenujejo jih tudi Karadaški, Letniški, Gnjilanski, Stubelski mučenci; ali pa Kosovski mučenci, ker so bili s Kosova. Največ jih je bilo iz vasi Stubla in okoliških vasi, ki so takrat vse spadale v prafaro Letnica.
Ena izmed najbolj znanih prafar na Kosovu je božjepotna fara Letnica s cerkvijo Marijinega vnebovzetja. Poleg vasi Letnica spadajo sedaj h katoliški župniji Letnica še vasi: Šašare, Zagrađe, Vrnez, Terzije in Vrnavokolo. Nekoč sta ji pripadali sedaj samostojni župniji Stubla in Binač. 

## Krščanstvo skoz zgodovino

### Preganjanje, svoboda, herezije, razkoli
Skozi prva tri stoletja je pogansko Rimsko cesarstvo preganjalo krščanstvo. Bilo je nekaj prav hudih preganjanj, kjer so bili kristjani izpostavljeni izgubi službe in premoženja, ječam, mučenjem in umorom. Iz teh preganjanj je Cerkev izšla kot zmagovalka pod Konstantinom Velikim po znamenitem Milanskim odlokom 313. 
Teodozij Veliki je 380 razglasil krščanstvo za državno vero. Krščansko enotnost pa so slabile herezije – zlasti arijanstvo;  pa tudi razkoli – zlasti še Vzhodni razkol med Rimom in Carigradom, ki traja vse do danes. 
Križarske vojne  niso dosegle svojega cilja – osvoboditev Svete dežele,  ampak so še poglobile nerazumevanje in nasprotovanje med katoličani in pravoslavci. Dolgoletno sovraštvo je izbruhnilo v surovem Pokolu Latinov 1182, ki mu je sledila osvojitev Carigrada in ustanovitev Latinskega cesarstva 1204. 

#### Mohamedanciizkoriščajokrščanskoneslogo
Muslimani (Arabci, Saraceni, Turki) so na račun krščanske nesloge osvajali vedno nova področja: na Bližnjem vzhodu, v Severni Afriki, na Srednjem vzhodu, v Mali Aziji…

#### Rajšiturbankottiaro
Ko je bila 1452 pod cesarjevim varstvom v Carigradu razglašena edinost, se je fanatično ljudstvo ogibalo Sofijine cerkve, v kateri je bila unija razglašena; vse je vpilo, da je boljše turško gospostvo kakor papeški in latinski jarem. Ta nora želja se je spolnila, ko je 1453 padel Carigrad s pogromi nad kristjani, cerkvami in samostani. Turška vlada pa je kmalu spoznala, da so grški patriarhi dobri zavezniki njenega despotizma; zato je rada podpirala razkolnike nasproti katoličanom. S pomočjo turške vlade se je vzdrževala grška cerkev v turškem cesarstvu; s turško pomočjo se je borila proti katoličanom in izpodrivala domače duhovstvo pri Srbih in Bolgarih.  
Po porazu na Kosovem polju so Srbija in druge podjarmljene pravoslavne države zvesto sodelovale kot turški vazali pri njenih osvajanjih; od Nikopoljske bitke 1396 pa vse do Zmage pri Dunaju 1683. 

### Katoličani zunaj zakona
Med preganjanjem kristjanov skozi zgodovino so obstajali junaki-mučenci, ki so za svoje prepričanje prenesli mučenja in dali življenje; več pa je bilo takih, ki so se iz strahu pred mučenjem in smrtjo odpovedali katoliški veri in Cerkvi. Kadar je preganjanje kmalu ponehalo, so ti odpadniki zaprosili za ponoven sprejem – v starih časih prek hude pokore. 
Po razkolu so se katoličani na ozemljih pod vplivom Carigrada našli v nezavidljivem položaju. Vzhodni grški razkol je balkanske Slovane – kot tudi Albance – odcepil od središča katoliške Cerkve, Rima.Katoličani so postali brezpravni. Ohranili pa so svojo cerkveno samostojnost posebno v rudarskih naselbinah: Trepča (1303), Novo brdo, Janjevo (1308), Letnica.  
Katoliška naselbina – torej tudi nadškofija – se je v Skopju ohranila kljub proslulemu protikatoliškemu Dušanovemu zakoniku, ki je katoličane stavil zunaj zakona; vendar so se ohranile katoliške naselbine v teh rudarskih središčih tudi v času Nemaničev in na začetku turške vladavine, ker so oboji zaradi lastne koristi spoštovali sorazmerno neodvisnost dubrovniških rudarskih in trgovskih naselbin. 

### Muslimanski pritisk -ljaramani
Sčasoma pa so krajevni oblastniki vedno bolj ožili avtonomijo katoliških naselbin in začeli pritiskati na katoličane v smislu prehoda v islam: včasih na lep, drugič na surov način s pravim pregnjanjem. Kjer je preganjanje dolgo trajalo, je tam krščanstvo izginilo, ali se je ohranjalo na skrivaj, doma. Taki so bili kosovski ljaramani: v javnosti so se kazali kot muslimani ali pravoslavci, doma pa kot katoličani. 
Pravoslavni in muslimanski pritisk pa je trajal na osvojenih ozemljih skozi stoletja in je katoliške škofe pregnal iz njihovih središč, prebivalstvo pa je bilo podvrženo nasilnemu spreobračanju. Ko so tako Turki 1671 skopsko katoliško stolnico Svete Venerande spremenili v mošejo, so se skopski nadškofje morali umakniti iz središča v odročno Janjevo ter je tamkajšnja velika cerkev sv. Miklavža rabila kot stolna cerkev. V Janjevem in drugih rudarskih središčih so imeli katoličani več možnosti za javno izpovedovanje vere; tamkajšnji duhovniki so na skrivaj duhovno oskrbovali tudi skrite katoličane. 
V zgodovini župnije Letnica predstavljajo skrivni katoličani-laramani  posebno mesto; ne zato, ker bi bili neka redkost, ampak zato, ker so svoje spreobrnjenje dokazali z mučeništvom.

## Zgodovinska poročila
Barski nadškof Bizzi  je 1610 obiskal rimskokatoliške vernike na področju svoje nadškofije od Bara do Morave. O tem je sestavil za Rimsko kurijo obširno poročilo  v katerem toži, da zaradi hudega nasilja veliko njegovih katoličanov prehaja v islam. 
Njegov naslednik Zmajević  poroča, da je iz istega razloga 200 katoličanov prestopilo v muslimanstvo. 
1743. je vizitator Ivan Nikolović (=Gjon Nikollë) poročal papežu Benediktu XIV., da v Srbiji obstajata dve vrsti katoličanov: tisti, ki javno priznavajo svojo vero ter prenašajo vse tegobe in bremena, in tisti, ki to delajo na skrivaj doma, a se javno kažejo kot muslimani, ter da jih je na tisoče v Srbiji in Arbaniji.  

### Obsodba in zanemarjanje
Na širjenje dvoverstva so se odklonilno odzivali voditelji obeh ver. Papež Benedikt XIV. ga je na Prvem albanskem koncilu 1744 javno obsodil. Tudi za osmansko oblast – kakor pričujejo številne fatve – so bili dvoverci nedosledni neverniki - nevarnejši od pravih nevernikov, ki so bili podvrženi surovim kaznim. 
Škofijske sinode in rimske kongregacije so izdale zoper ljaramanstvo več odlokov; vendar so duhovniki na terenu smatrali, da v teh težavnih razmerah ne smejo popolnoma prekiniti zvez z njimi, in so jim po možnosti tajno oskrbovali z verskimi uslugami – ter zanje vodili posebne matične knjige. 
Pretresljiva izkušnja
Med svojo kanonično vizitacijo 1760 je skopski nadškof Mazarek odkril, da živi v Peći veliko tajnih katoličanov. V cerkvi je k njemu pristopil po maši mlad Albanec, po videzu musliman, in ga prosil za birmo. Držeč se navodila papeža Benedikta XIV. mu je škof to odrekel; deček je na to le bridko zajokal in se brez besed oddaljil. Pozneje je nadškof uvidel, da tako postopanje škoduje katoliški veri, saj tako osramočeni in odvrnjeni od sodelovanja pri krščanskih skrivnostih laramani pogosto postajajo zagrizeni muslimani, surovejši od Turkov v odnosu do kristjanov. 
Slovenski dušni pastirji med mešanoverci
Albanci so bili pred prihodom Turkov v Evropo katoliške vere; nekateri so pod pritiskom turškega zuluma (=nasilje, sila, prisila) sicer ostali katoličani, a so na zunaj sprejeli mohamedansko vero. To so tkzv. laramani – mešanoverci. Še danes (1940) jih je 10.000, ki pa so že skoro čisto pozabili na vero svojih dedov in pradedov. Škof Gnidovec  je vse žrtvoval, da bi jih zopet privedel v Cerkev in je med njimi sezidal dve cerkvi. Za to misijonsko delo pa ni duhovnikov - premalo se moli in žrtvuje.
Zanemarjeni v Stari Jugoslaviji
Po nastanku Stare Jugoslavije so se tam delujoči duhovniki večinoma posvetili številnim katoličanom, ki so iz različnih razlogov prihajali na Jug – med njimi tudi mnogim Slovencem – zanemarjali pa so skrite katoličane – laramane. Tako 1940 tarna dolgoletni dušni pastir v diaspori Kordin: »Laramansko vprašanje je s katoliškega gledišča veliko versko vprašanje zlasti, ker se že 20 let ne krščujejo laramanski otroci in duhovniki ne hodijo med nje, da bi jih poučevali v veri, kakor je to bilo v turški dobi. Pokojni škof Gnidovec je mnogo molil in delal za spreobrnjenje laramanov.«  Vsak laraman ima tudi danes dve imeni: katoliško, npr. Ivan – Gjon, in muslimansko, npr. Šaban. 

### Zakasnele reforme vOsmanskem cesarstvu
V obdobju pred nastankom narodnih držav je bila verska pripadnost najvažnejša označitev pripadnosti neki skupnosti. Osnovna značilnost je bila v tem času prilagodljivost turške sodne in zakonodajne oblasti: stroge verske odločbe se niso tako strogo izvajale. Srbi in drugi narodi so živeli kot zimije z zajamčenimi pravicami na papirju, vendar kot nemuslimani v podrejenem – medtem ko so bili muslimani kot tudi laramani v privilegiranem položaju. 
Pravi period turškega zuluma na teh prostorih se začenja sredi 18. in v začetku 19. stoletja. To je doba propadanja Osmanskega cesarstva, ko Turčija ni več uspevala hoditi vštric z vrtoglavim industrijskim razvojem zahodnoevropskih velesil. Razlike so postajale vse večje, nerazumevanje vse globlje, kriza hujša, a vodstvo nepripravljeno soočiti se s stvarnostjo, ki je zahtevala korenite spremembe, ki so prišle z zamudo in sicer z Mahmudom II.,v prvi polovici 19. stoletja. V tem času osrednja oblast v Carigradu pojema in ne more nadzorovati krajevnih silnikov v daljnih krajih imperija, ki udejanjajo svojo samovoljo. To je prišlo do izraza zlasti na področju Kosova.
Preureditve je nadaljeval njegov sin Abdul Medžid I. , ki je v skladu z izrečnimi nasveti svojega očeta hotel začete preureditve izpeljati do konca; v tem smislju je novembra 1839 izdal odlok pod imenom Hatt-i Şerif von Gülhanein je s tem začel uvajati reforme Tanzimata, ki so vključevale tudi proglas o svobodi veroizpovedi.
Nasilje je nedvomno bistveno obeležje te dobe tako v Osmanskem cesarstvu in zunaj njega: tako na bojnem polju kot v miru družinskega doma. Ne smemo seveda zanemariti gospodarskih in narodnostnih sestavin preteklosti. . Glavne težave v obdobju 17.-19. stoletja so bile  ekonomske narave; verska in narodnostna nasprotja pa so tudi prispevala svoj delež. 

## Ljaramanise priznajo zakatoličane

### Odločitev za javno priznanje
Odločitev je napočila času najbolj surovih in načrtnih osmanskih preganjanj. V tem času so bili Klelemendi iz Rugove popolnoma islamizirani, kakor tudi verniki Argenice in Belleje. Takratni nesposobni skopski škof je imel samo šest duhovnikov; albanska Cerkev se je bala, da bodo celo katoličani Skadra klonili pred preganjanjem in prestopili v muslimanstvo. Takrat so Albanci iz Karadaka prosili svojega dušnega pastirja, naj ima zanje bogoslužje, saj so vendarle pravi, čeprav skriti kristjani. 

### Pred oblastniki
Pod vodstvom svojega duhovnika Antona Marojeviča so se poglavarji ljaramanskih družin odpravili na poglavarstvo: kajmekam je bil beg Malič Džinoli, kadija pa Tahir Efendi. Sporočili so, da niso dolžni služiti vojaščine, saj so pripravljeni namesto tega plačevat davek kot to delajo vsi katoličani. Na begovo čudenje so odgovorili, da so bili doslej in hočejo biti tudi poslej zvesti sultanovi podaniki. Katoliško vero, ki so jo izpovedovali doslej na skrivaj, pa hočejo izpovedovati očitno, da morejo rešiti svoje duše. Na begovo pripombo, da bi mogli rešiti dušo tudi kot Turki, so odvrnili: »Mi ne postajamo katoličani zdaj – saj smo to vedno bili kot tudi naši predniki. Ali Turki lahko rešijo svoje duše, je odvisno od njih in v to se mi ne vtikamo. Verjamemo pa, da se v naši veri lahko za gotovo zveličamo.« V tej odločitvi so vztrajali kljub grožnjam, mučenjem in umorom. 

### Potek dogodkov
Albanci, ki so se doselili iz Malezije - severnoalbanskega visokogorja - v področje Skopske Črne gore na ozemlje letniške fare, so bili sicer laramani, vendar so bili – čeprav tajno – dobro povezani z letniškim župnikom, ki jim je krščeval otroke in jih poročal, medtem ko jih je hodža pokopaval. Po domovih so redno molili rožni venec in ponavljali v pesmi in molitvi katekizem. Vsaka družina je imela skrit križ in kako sveto podobo, kar so izpostavili ob praznikih in družinskih “slavah”. 
Ko je bila torej razglašena verska svoboda, so se opogumili laramani iz vasi Binač in Stubla. 
Poznavalec razmer, ki je sam skozi več desetletij deloval v skopski škofiji in torej tudi v krajih Črnogorskoh mučencev - beograjski nadškof Turk - meni, da se je drama začela 1846, in da so se vrnili preživeli 1849 ali 1850; večinoma danes meni, da gre za obdobje 1846-48.
Podobno pričajo tudi takratne sodobne listine.
Pod vodstvom svojega letniškega župnika Marojeviča  so se torej družinski poglavarji iz vasi Stubla, Vrnavokolo, Terzija in Binač zglasili v Gnjilanu pri kajmekanu Malič-begu. Izjavili so, da hočejo odslej biti samo katoličani in nič več muslimani, ter hoteli to potrditi pri kadiju Tahir Efendiju. 
Beg jih je najprej skušal odvrniti od sklepa zlepa; ko pa to ni zaleglo, jih je dal vreči v ječo, kjer jih je mučil z lakoto in žejo, pretepanjem in zlostavljanjem. Ker niso klonili, jih je poslal okovane v težke verige v Prištino k zloglasnemu Jašar-pašu, ki jih je zaprl v klet polno vode, da so se hudo prehladili. Pisec kronike navaja šesterico iz Binača in enajsterico iz Stuble. Ko ni z mučenjem dosegel ničesar, jih je vrgel v skopski zapor, kamor so prignali tudi cele njihove družine, tako starčke kot otroke. Ko je župnik Maroevič zvedel za njihovo žalostno usodo, se je napotil v Skopje, da bi jih rešil – pa je paša tudi njega zaprl, seveda ločeno od njegovih vernikov. Iz Prištine je prispelo medtem v Carigrad sultanu pismo, češ da se hoče vrniti v katolištvo cel Karadag, tj. Skopska Črna gora, Kosovo in Albanija – če bo seveda zapornike izpustil. 
Po zapovedi sultana Abdul Medžida  jih je moral poslati v Carigrad. Peš so šli prek Skopja do Soluna. Župnika je dal privezati konju pod trebuh. Nekateri so umrli od lakote, nekatere so pometali v morje. V Carigradu so dokazali, da so katoličani, na ta način, da so v katoliški cerkvi bili pri sveti maši in so se znali prekrižati in so sledili delom svete maše. Nekateri so ostali zaprti v Brusu   ter jih častijo kot mučenike. Peščica se je vrnila domov, med njimi tudi frančiškan Anton, ki je umrl v Letnici in ga zlasti laramani častijo kot svetnika. Prihajajo pa na njegov grob tudi muslimani, in pravijo, da je bil velik človek in da jim more pomagati. 

## Spomin ostaja

### Letopis o črnogorskih mučencih
| Latinsko besedilo                                                                    | Slovenski prevod                                                               |
| ------------------------------------------------------------------------------------ | ------------------------------------------------------------------------------ |
| »Via crucis martyrum Cossoviensium de paroecia Crna gora Scopiesni spatio 1842-1846« | »Križev pot kosovskih mučencev iz župnije Skopska Črna gora v letih 1843-1846« |

Letopis o črnogorskih mučencih je latnoročno napisal letniški župnik Mazarek in sicer na temelju izvirnih pričevanj takrat še živih bivših laramanov, ki so bili zaradi svoje vere pregnani iz svojih vasi Stubla, Vrnavokolo, Terzija in Binač. Kroniko je končal 1. maja 1882 in se hrani v arhivu letniške fare. Župnik in dekan Krajinović je oskrbel fotokopije, da ne bi pričevanja propadla kot toliko drugega po teh krajih, a največ v Skopju. Tam je bila v začetku Druge svetovne vojne bombardirana stolnica in škofija, 1963 pa je vse uničil potres. 
25 ljaramanskih družinskih poglavarjev se je 1845 javno izreklo za katoličane. Doživeli so zapor, mučenje in izgon v Malo Azijo. Po posredovanju velikih sil se je od 167 ljudi vrnilo domov komaj 79: drugi so zaradi zlostavljanja in malarije v teh letih izgnanstva pomrli po raznih krajih Osmanskega imperija. Po vrnitvi so začeli živeti kot izpričani katoličani in danes je Stubla na neki način trdnjava kosovskega katoliškega gibanja: vračanje iz muslimanstva – ki so ga vsilili okupatorski Turki – nazaj v katolištvo, v vero prednikov, ki je sinonim tudi za narodno neodvisnost. 

### Spomin v narodni pesmi
V narodnih pesmih je ostal na Črnogorske mučence vse do danes živ spomin. Pesnik Krasniqi je objavil o njih epsko pesem Martirët e Karadakut të Gjilanit (Črnogorski mučenci iz Gnjilana), ki v 36 kiticah opeva njihovo versko in domoljubno vnemo   ter njihov pogum, s katerim so prenašali hudo trpljenje.

### Omembe v sodobnih listinah
17. februarja 2020 je bilo v Parizu  predavanje v zvezi s predstavitvijo spisa o mučencih iz Stuble (Stublla), Binče (Binçë), Vrnavokola (Vërnakollë) in Terzij  (Terzija) – kakor jih predstavljajo sodobni francoski dokumenti. 
Predavatelj – duhovnik Lush Gjergji – je s temeljito raziskavo sodobnih listin prišel do naslednjih sklepov:
1. Glavni in temeljni navdih jim je bil nedvomno ohranjanje krščansko-katoliške vere v Jezusa Kristusa, pa tudi zvestoba jezikovnim in kulturnim izročilom albanskega ljudstva. "Islamizacija, ki so jo vsiljevale skozi stoletja muslimanske oblasti z davki, zlorabami, vsakovrstnim ustrahovanjem, je poskušala prisiliti albanske katoličane v odpadništvo, jih je hotela poturčiti. Visoka porta je enačila državljanstvo z versko pripadnostjo «. [42]
2. Brez žive vere v večnost bi bilo tako mučeništvo nemogoče in nesmiselno. Predniki današnjih prebivalcev vasi Stuble, Binče, Vrnavokola in Terzij so pred vrnitvijo morali prenašati preganjanje, izgnanstvo v Turčijo, mučeništvo, izgubo službe – vse zato, ker so se priznavali za katoliške Albance, zanašajoč se na sultanov razglas o verski svobodi iz 1839 – Tanzimat. [43]
3. Ta dvojna opredelitev, narodnostna in verska, je izražena v jedrnatem stavku: "Kar smo bili, to smo tudi danes – mi smo kristjani in si želimo božanske smrti." [44]